# Cerfennia emersoniana
Cerfennia emersoniana är en insektsart som först beskrevs av Walker 1858.  Cerfennia emersoniana ingår i släktet Cerfennia och familjen Flatidae. Inga underarter finns listade i Catalogue of Life.